# The Breathtaking Blue
The Breathtaking Blue ist das dritte Studioalbum der deutschen Pop-Band Alphaville.

## Hintergrund
Die Albumproduktion gestaltete sich eher schwierig. Der Sänger Marian Gold sagte, innerhalb der Band habe es Spannungen gegeben. An anderer Stelle sagte er: „The Breathtaking Blue was our ‚I don’t give a shit‘ album, a self-indulgent arrogant blind shot over the shoulder into the future with our backs to the audience.“
Die mit dem vorangegangenen Album Afternoons in Utopia eingeleitete Hinwendung vom reinen Synthesizer-Sound zur breiter gefächerten Instrumentierung wurde auf The Breathtaking Blue fortgeführt. Wie beim Vorgänger wirkten bei der Produktion zahlreiche Gastmusiker im Studio mit, unter anderem auch die drei früheren Ideal-Musiker Ernst Ulrich Deuker (Bass), Eff Jott Krüger (E-Gitarre) und  Hansi Behrendt (Schlagzeug), ferner Andreas Schwarz-Ruszczynski, Gitarrist der Bands The Other Ones und UKW.
Viele Titel fanden sich in anderer Form, etwa als Remix, auf dem Album Dreamscapes von 1999 wieder.
Im September 1989 kam ein begleitender Film mit dem Titel Songlines in die Kinos. Er bestand aus zehn Kurzfilmen von Regisseuren aus verschiedenen Ländern, die jeweils mit einem der Lieder aus dem Album The Breathtaking Blue unterlegt waren wie bei einem Musikvideo; allerdings war die Band selbst in keinem der Filme zu sehen. Einer der Kurzfilme war der mit dem Lied Middle of the Riddle unterlegte, später mit dem Oscar ausgezeichnete Film Balance.

## Titelliste
Alle Titel wurden von Marian Gold, Bernhard Lloyd und Ricky Echolette geschrieben, außer wo angegeben.
| Nr.          | Titel                                                             | Länge |
| ------------ | ----------------------------------------------------------------- | ----- |
| 1.           | Summer Rain                                                       | 4:10  |
| 2.           | Romeos                                                            | 5:29  |
| 3.           | She Fades Away                                                    | 4:57  |
| 4.           | The Mysteries of Love                                             | 4:45  |
| 5.           | Ariana                                                            | 3:42  |
| 6.           | Heaven or Hell                                                    | 3:27  |
| 7.           | For a Million (Text von Gold, Janey Diamond, Lloyd and Echolette) | 6:09  |
| 8.           | Middle of the Riddle                                              | 3:19  |
| 9.           | Patricia’s Park                                                   | 4:12  |
| 10.          | Anyway                                                            | 2:48  |
| Gesamtlänge: | Gesamtlänge:                                                      | 42:59 |

## Rezeption

### Rezensionen
Evan Cater schrieb bei AllMusic, das Album sei „etwas enttäuschend“, verglichen mit den vorherigen Alben. Auch bemängelte er die Produktion von Klaus Schulze und Alphaville, deren Strategie „von gemischtem Erfolg gekrönt“ worden sei. Die Bewertung lag bei zwei von fünf Sternen.

### Charts und Chartplatzierungen
The Breathtaking Blue platzierte sich erstmals am 8. Mai 1989 in den deutschen Albumcharts und belegte dabei Rang 49. Das Album hielt sich zu jener Zeit vier Wochen in den Charts und erreichte mit Platz 49 zugleich seine beste Platzierung. Nach dem Erscheinen einer Neuauflage platzierte sich das Album nochmals in der Chartwoche vom 14. Mai 2021 in den Charts, wo es mit Rang 23 seine bislang beste Chartnotierung erreichte. Insgesamt platzierte sich The Breathtaking Blue fünf Wochen in den Top 100. Es ist nach Forever Young und Afternoons in Utopia das dritte Chartalbum von Alphaville in Deutschland.